# Marq De Villiers
Marq De Villiers (* 1940 in Bloemfontein, Südafrika) ist ein südafrikanisch-kanadischer Journalist und Schriftsteller.
De Villiers arbeitete als Auslandskorrespondent in Moskau und Osteuropa. In Kanada war er als Herausgeber der Magazine Toronto Life und WHERE Magazines tätig. Er verfasste über ein Dutzend Sachbücher in verschiedenen Themengebieten, darunter amerikanische und südafrikanische Geschichte und Politik, Reiseberichte und Umweltthemen. Seine Bücher wurden in bis zu elf Sprachen übersetzt.
Er ist mit der Herausgeberin und Autorin Sheila Hirtle verheiratet, mit der er auch gemeinsam Bücher schreibt. Sie leben in Nova Scotia.

## Werke
- White Tribe Dreaming: Apartheid's bitter roots: notes of an eighth-generation Afrikaner. Penguin USA, 1989.
- Down the Volga: A Journey Through Mother Russia in a Time of Troubles. ISBN 0-670-84353-9.
- Blood Traitor: A True Saga of the American Revolution. Mit Sheila Hirtle. HarperCollins, 1996. ISBN 0-00-255424-0.
- Into Africa: A Journey Through the Ancient Empires. Mit Sheila Hirtle. Key Porter Books, October 1997. ISBN 1-55013-884-7.
- Water: The Fate of Our Most Precious Resource. (deutsch: Wasser. Econ, 2000. ISBN 978-3-430-19372-6.)
- Sahara: The Life of the Great Desert. Mit Sheila Hirtle. McClelland & Stewart, and Walker and Co. 2003. ISBN 0-7710-2639-0.
- A Dune Adrift: The Strange Origins and Curious History of Sable Island. Mit Sheila Hirtle. McClelland & Stewart, 2004. ISBN 0-7710-2642-0.
- Windswept: The Story of Wind and Weather. McClelland & Stewart, 2006. ISBN 0-7710-2644-7.
- Witch in the Wind: The True Story of the Legendary Bluenose. Thomas Allen and Co., 2007. ISBN 0-88762-224-0.
- Timbuktu: The Sahara's Fabled City of Gold. McClelland and Stewart, 2007. ISBN 978-0-7710-2646-1.
- Dangerous World. Penguin, 2008. ISBN 978-0-670-06568-4.

## Auszeichnungen
- 1989: Alan Paton Award für White Tribe Dreaming
- 1999: Governor General’s Award für Water: The Fate of Our Most Precious Resource
- 1999: Canadian Science Writers Award für Water: The Fate of Our Most Precious Resource
- 2005: Evelyn Richardson Prize for Non Fiction für A Dune Adrift (gemeinsam mit Sheila Hirtle)
- 2008: Evelyn Richardson Prize for Non-fiction für Witch in the Wind: The True Story of the Legendary Bluenose
- 2008: Dartmouth Book Award for Non-fiction für Witch in the Wind: The True Story of the Legendary Bluenose
- 2011: Ehrendoktorwürde der Dalhousie University